# Estrecho de Johor
El estrecho de Johor, también conocido en plural como los estrechos de Johor o el estrecho de Tebrau (Johor Selat, Tebrau Selaty o Tebrau Reach), es un largo y angosto estrecho de mar del sudeste de Asia, localizado en el extremo meridional de la península malaya, que separa el estado malasio de Johor, al norte, de la isla de Singapur, al sur. El estrecho tiene una longitud de unos 52 km y su anchura media es de 1-5 km. En la boca oriental del estrecho se encuentra la isla de Ubin, que lo divide en dos. La navegación a su través para grandes barcos está impedida por la construcción de una carretera sobre un viaducto no demasiado elevado, más o menos en la mitad de su recorrido.
Los principales afluentes que desembocan en el estrecho de Johor son los siguientes ríos:
- Sungai Tebrau
- Sungai Segget
- Sungai Johor
- Sungai Sengkuang
- Sungai Haji Rahmat
- Sungai Kempas
- Sungai Sri Buntan
- Sungai Abd Samad
- Sungai Air Molek
- Sungai Stulang
- Sungai Setanggong
- Sungai Tampoi
- Sungai Sebulong
- Sungai Bala
- Sungai Pandan
- Sungai Tengkorak
- Sungai Plentong
- Sungai Senibong
- Sungai Pulai

(Nota: Sungai es la palabra malayo que significa río.)

## Conexiones en el estrecho

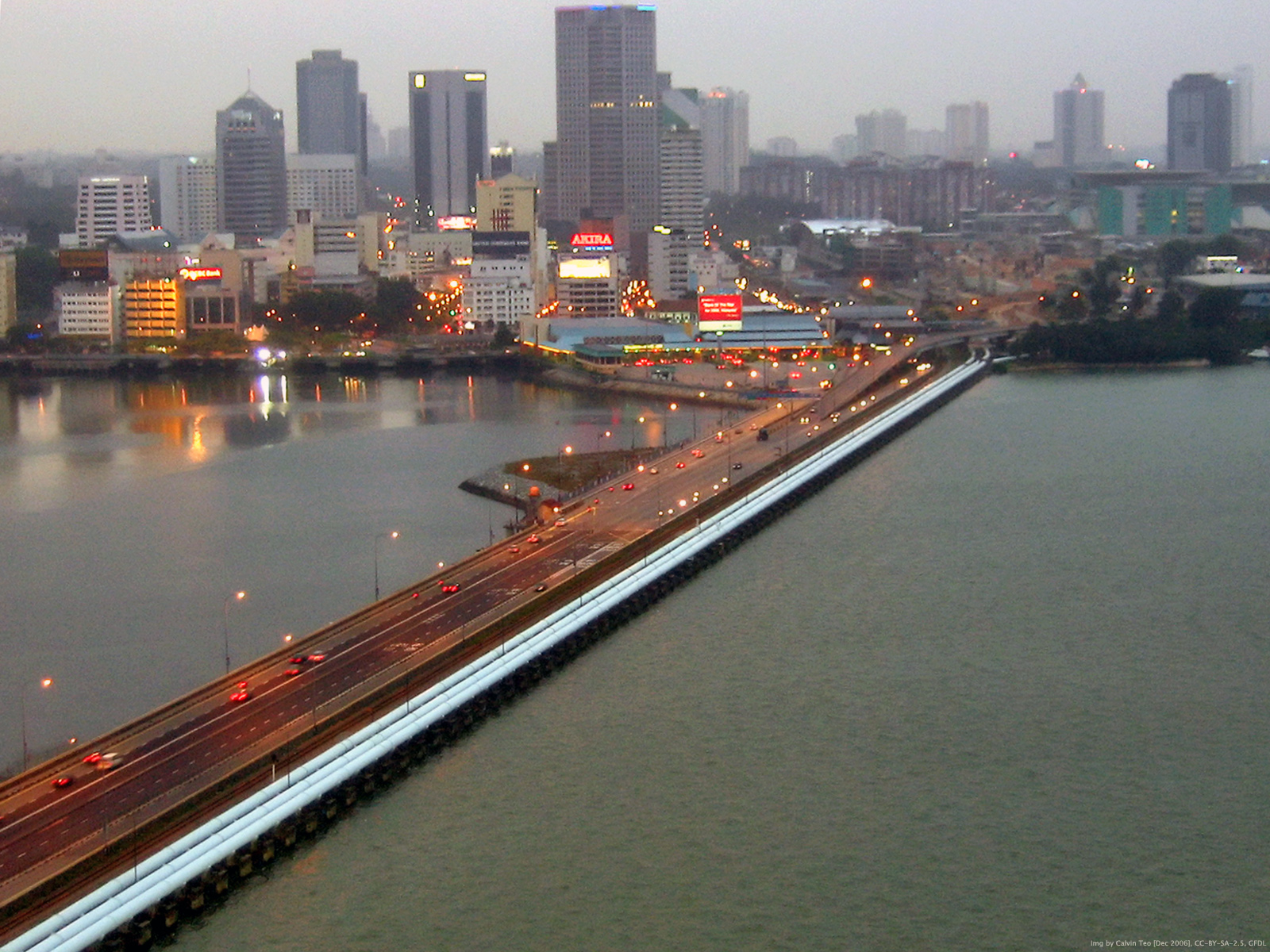
La Calzada Johor-Singapur que se extiende sobre el Estrecho, como se ve desde el puesto de control Woodlands en Singapur.

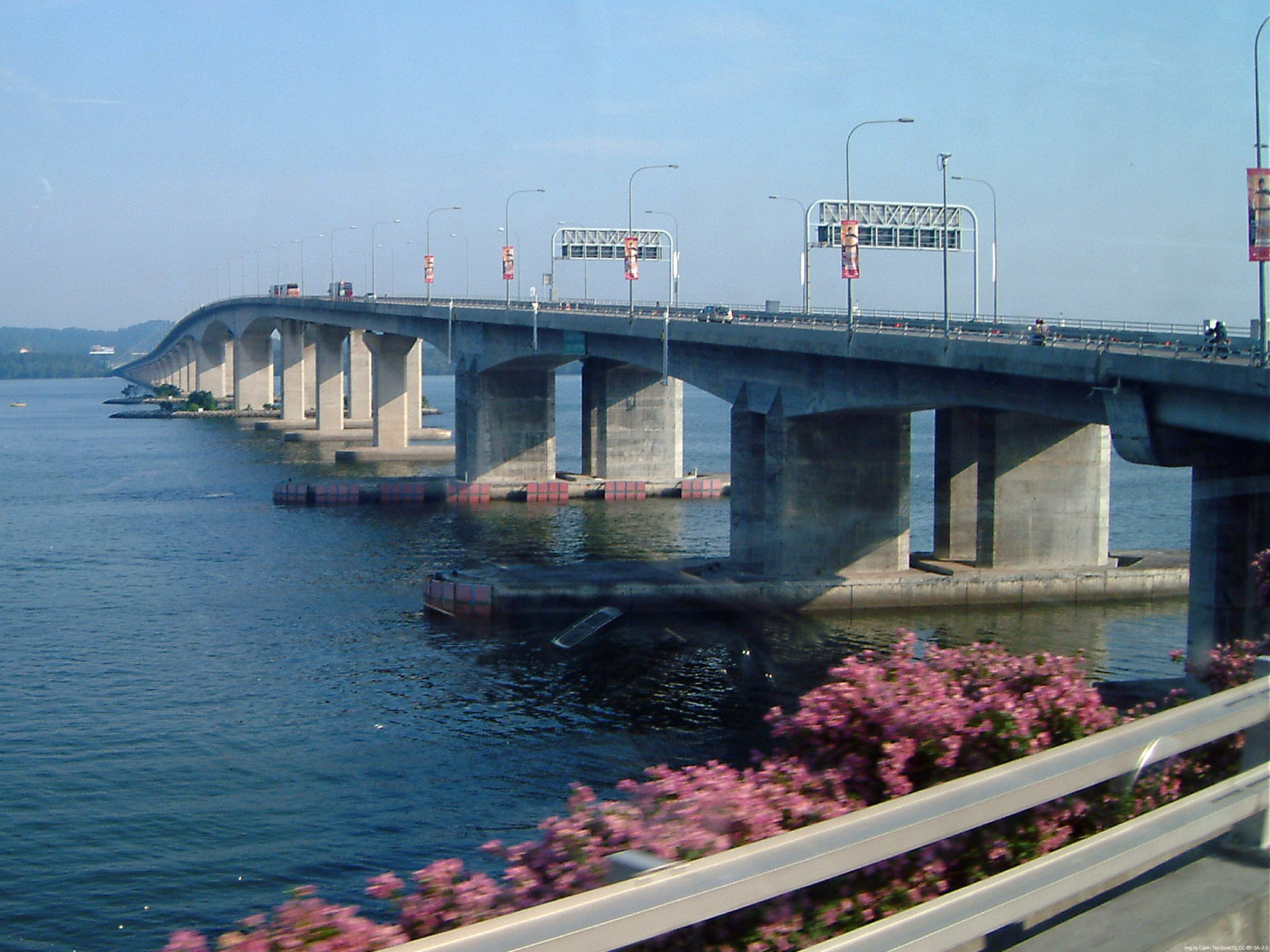
El puente Malaysia–Singapore Second Link

En este momento hay dos conexiones artificiales sobre el estrecho: la calzada Johor-Singapur (Johor-Singapore Causeway), conocida simplemente como "The Causeway", que enlaza la ciudad malasia de Johor Bahru y Woodlands, en Singapur; y un puente, conocido como el Segundo Enlace Malasia-Singapur (Malaysia-Singapore Second Link), en la boca oeste del estrecho, que conecta Gelang Patah, en Johor, con Tuas, en Singapur.
En 2003, Malasia quería construir un puente sobre el estrecho para reemplazar la calzada existente, pero las negociaciones con Singapur no tuvieron éxito. Las principales razones mencionadas para el cambio fueron:
- un puente permitiría el flujo de agua a través de ambos lados del estrecho, que se cortaron artificialmente en dos con la construcción de la calzada (esto permitiría a los buques eludir el puerto de Singapur).
- un puente ayudaría a aliviar la congestión en Johor Bahru.

En agosto de 2003, Malasia anunció que iba a seguir adelante con un plan para construir un puente curvo con una suave pendiente que se uniría a la mitad de la calzada existente de Singapur. El plan también contemplaba un puente giratorio para la línea ferroviaria. Sin embargo, los planes para construir el puente se suspendieron en 2006.
El área es también una fuente de controversia debido a los proyectos de recuperación de tierras de Singapur en sus islas nororientales. Se ha sugerido que esos proyectos en curso pueden afectar a la frontera marítima, las rutas de navegación, y la ecología acuática de la parte de Malasia. Los proyectos de recuperación también puede poner en peligro el hábitat y el alimento de los dugones, que son nativos de los estrechos.

## Lugares de interés
La atracción turística más famosa de los estrechos de Johor es la playa de Lido, situada en la parte malaya de los estrechos, donde los visitantes pueden caminar o pasear en bicicleta a lo largo de un tramo de 2 km de playa. También hay numerosos restaurantes y puestos de comida.

## Historia
Los estrechos de Johor fueron la localización de un hecho recompensado con dos Cruz de la Victoria en el transcurso de la Segunda Guerra Mundial. El premio fue para el teniente Ian Edward Fraser y el marinero en funciones James Joseph Magennis por el hundimiento del crucero japonés Takao de 9.850 toneladas el 31 de julio de 1945.